# Grande Prêmio do Barém de 2008
Resultados do Grande Prêmio do Barém de Fórmula 1 realizado em Sakhir em 6 de abril de 2008. Terceira etapa do campeonato, foi vencido pelo brasileiro Felipe Massa, que subiu ao pódio junto a Kimi Räikkönen numa dobradinha da Ferrari, com Robert Kubica em terceiro pela BMW Sauber.

## Classificação da prova

### Treinos classificatórios
| Pos.   | Nº | Piloto               | Equipe              | Q1       | Q2       | Q3       | Grid |
| ------ | -- | -------------------- | ------------------- | -------- | -------- | -------- | ---- |
| 1      | 4  | Robert Kubica        | BMW Sauber          | 1:32.893 | 1:31.745 | 1:33.096 | 1    |
| 2      | 2  | Felipe Massa         | Ferrari             | 1:31.937 | 1:31.188 | 1:33.123 | 2    |
| 3      | 22 | Lewis Hamilton       | McLaren-Mercedes    | 1:32.750 | 1:31.922 | 1:33.292 | 3    |
| 4      | 1  | Kimi Räikkönen       | Ferrari             | 1:32.652 | 1:31.933 | 1:33.418 | 4    |
| 5      | 23 | Heikki Kovalainen    | McLaren-Mercedes    | 1:33.057 | 1:31.718 | 1:33.488 | 5    |
| 6      | 3  | Nick Heidfeld        | BMW Sauber          | 1:33.137 | 1:31.909 | 1:33.737 | 6    |
| 7      | 11 | Jarno Trulli         | Toyota              | 1:32.493 | 1:32.159 | 1:33.994 | 7    |
| 8      | 7  | Nico Rosberg         | Williams-Toyota     | 1:32.903 | 1:32.185 | 1:34.015 | 8    |
| 9      | 16 | Jenson Button        | Honda               | 1:32.793 | 1:32.362 | 1:35.057 | 9    |
| 10     | 5  | Fernando Alonso      | Renault             | 1:32.947 | 1:32.345 | 1:35.115 | 10   |
| 11     | 10 | Mark Webber          | Red Bull-Renault    | 1:33.194 | 1:32.371 |          | 11   |
| 12     | 17 | Rubens Barrichello   | Honda               | 1:32.944 | 1:32.508 |          | 12   |
| 13     | 12 | Timo Glock           | Toyota              | 1:32.800 | 1:32.528 |          | 13   |
| 14     | 6  | Nelson Piquet Jr.    | Renault             | 1:32.975 | 1:32.790 |          | 14   |
| 15     | 14 | Sébastien Bourdais   | Toro Rosso-Ferrari  | 1:33.415 | 1:32.915 |          | 15   |
| 16     | 8  | Kazuki Nakajima      | Williams-Toyota     | 1:33.386 | 1:32.943 |          | 16   |
| 17     | 9  | David Coulthard      | Red Bull-Renault    | 1:33.433 |          |          | 17   |
| 18     | 21 | Giancarlo Fisichella | Force India-Ferrari | 1:33.501 |          |          | 18   |
| 19     | 15 | Sebastian Vettel     | Toro Rosso-Ferrari  | 1:33.562 |          |          | 19   |
| 20     | 20 | Adrian Sutil         | Force India-Ferrari | 1:33.845 |          |          | 20   |
| 21     | 19 | Anthony Davidson     | Super Aguri-Honda   | 1:34.140 |          |          | 21   |
| 22     | 18 | Takuma Sato          | Super Aguri-Honda   | 1:35.725 |          |          | 22   |
| Fonteː |    |                      |                     |          |          |          |      |

### Corrida
| Pos.   | Nº | Piloto               | Construtor          | Voltas | Tempo/Diferença | Grid | Pontos |
| ------ | -- | -------------------- | ------------------- | ------ | --------------- | ---- | ------ |
| 1      | 2  | Felipe Massa         | Ferrari             | 57     | 1:31:06.970     | 2    | 10     |
| 2      | 1  | Kimi Räikkönen       | Ferrari             | 57     | + 3.339         | 4    | 8      |
| 3      | 4  | Robert Kubica        | BMW Sauber          | 57     | + 4.998         | 1    | 6      |
| 4      | 3  | Nick Heidfeld        | BMW Sauber          | 57     | + 8.409         | 6    | 5      |
| 5      | 23 | Heikki Kovalainen    | McLaren-Mercedes    | 57     | + 26.789        | 5    | 4      |
| 6      | 11 | Jarno Trulli         | Toyota              | 57     | + 41.314        | 7    | 3      |
| 7      | 10 | Mark Webber          | Red Bull-Renault    | 57     | + 45.473        | 11   | 2      |
| 8      | 7  | Nico Rosberg         | Williams-Toyota     | 57     | + 55.889        | 8    | 1      |
| 9      | 12 | Timo Glock           | Toyota              | 57     | + 1:09.500      | 13   |        |
| 10     | 5  | Fernando Alonso      | Renault             | 57     | + 1:17.181      | 10   |        |
| 11     | 17 | Rubens Barrichello   | Honda               | 57     | + 1:17.862      | 12   |        |
| 12     | 21 | Giancarlo Fisichella | Force India-Ferrari | 56     | + 1 volta       | 18   |        |
| 13     | 22 | Lewis Hamilton       | McLaren-Mercedes    | 56     | + 1 volta       | 3    |        |
| 14     | 8  | Kazuki Nakajima      | Williams-Toyota     | 56     | + 1 volta       | 16   |        |
| 15     | 14 | Sébastien Bourdais   | Toro Rosso-Ferrari  | 56     | + 1 volta       | 15   |        |
| 16     | 19 | Anthony Davidson     | Super Aguri-Honda   | 56     | + 1 volta       | 21   |        |
| 17     | 18 | Takuma Sato          | Super Aguri-Honda   | 56     | + 1 volta       | 22   |        |
| 18     | 9  | David Coulthard      | Red Bull-Renault    | 56     | + 1 volta       | 17   |        |
| 19     | 20 | Adrian Sutil         | Force India-Ferrari | 55     | + 2 voltas      | 20   |        |
| Ret    | 6  | Nelson Piquet Jr.    | Renault             | 40     | Câmbio          | 14   |        |
| Ret    | 16 | Jenson Button        | Honda               | 19     | Colisão         | 9    |        |
| Ret    | 15 | Sebastian Vettel     | Toro Rosso-Ferrari  | 0      | Colisão         | 19   |        |
| Fonte: |    |                      |                     |        |                 |      |        |

## Tabela do campeonato após a corrida
| Pos.   | Piloto            | Pontos |
| ------ | ----------------- | ------ |
| 1      | Kimi Räikkönen    | 19     |
| 2      | Nick Heidfeld     | 16     |
| 3      | Lewis Hamilton    | 14     |
| 4      | Robert Kubica     | 14     |
| 5      | Heikki Kovalainen | 14     |
| Fonte: |                   |        |

| Pos.   | Construtor       | Pontos |
| ------ | ---------------- | ------ |
| 1      | BMW Sauber       | 30     |
| 2      | Ferrari          | 29     |
| 3      | McLaren–Mercedes | 28     |
| 4      | Williams-Toyota  | 10     |
| 5      | Toyota           | 8      |
| Fonte: |                  |        |

- Nota: Somente as primeiras cinco posições estão listadas.